# Sant Marçal (Prats de Lluçanès)
Sant Marçal és una petita església de Prats de Lluçanès (Osona) inclosa a l'Inventari del Patrimoni Arquitectònic de Catalunya.

## Descripció
Petita església situada al costat del mas Marçal. És d'una sola nau, coberta a dues aigües amb teula àrab i a la façana principal trobem la porta, allindada, i un petit campanar d'espadanya. És de carreus grans sense escairar excepte als angles i la porta que són pedres grans ben escairades.

## Història
Sant Marçal estava situada dins de l'antic terme del castell de Lluçà i va ser una capella rural vinculada a la parròquia de Sant Vicenç de Prats. Les primeres notícies es troben l'any 1276 en el testament de Bernat de Bassil. Surt novament documentada als segles XIV i XV per tenir béns a prop d'ella la canònica de Lluçà. La capella actual la va erigir l'hereu Climent Marçal, aprofitant alguns carreus antics, l'any 1746.